# Nivómetro

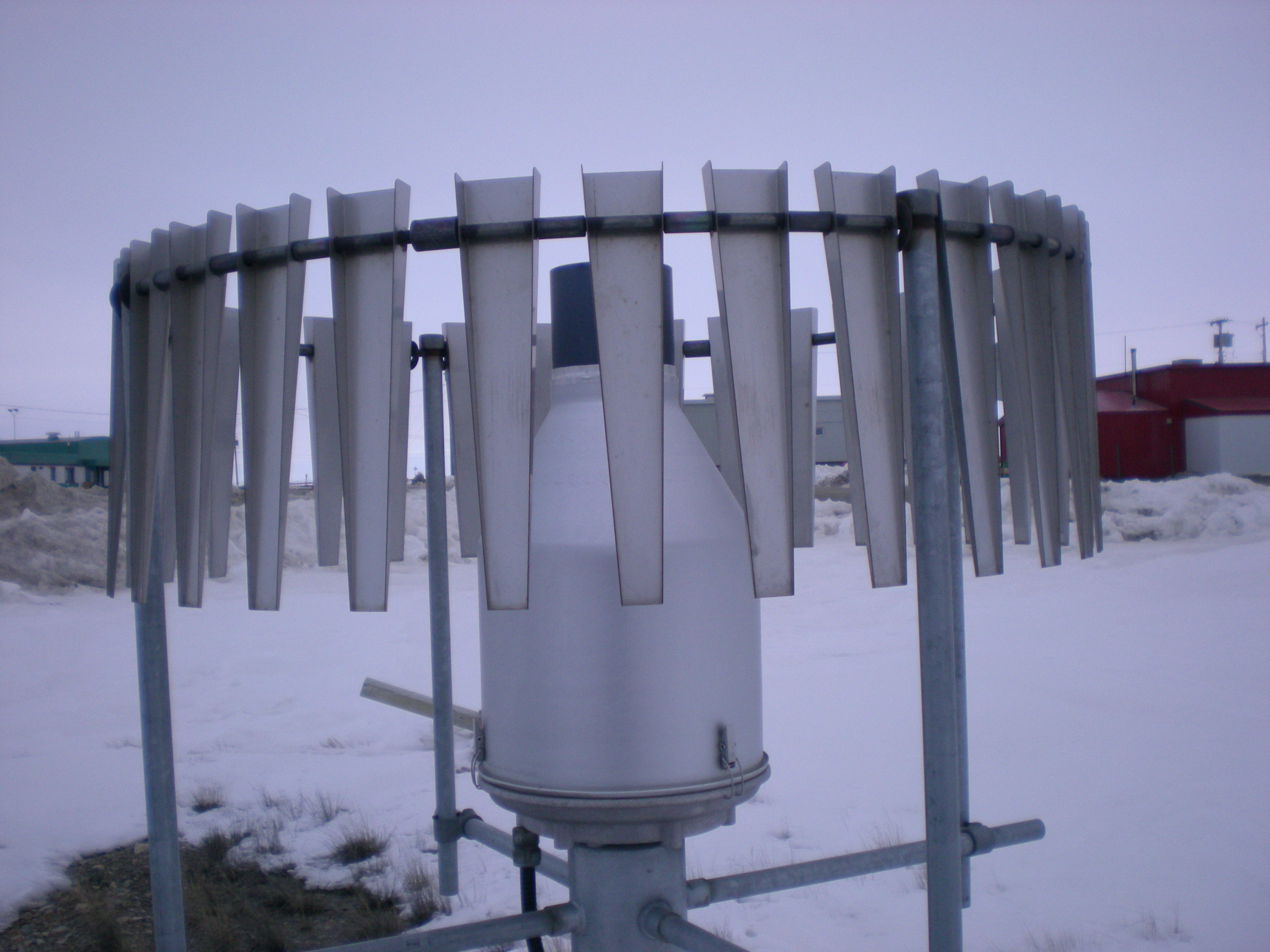
Nivómetro automático utilizado para la medida de la precipitación tanto en forma de nieve como de lluvia.

El nivómetro es un aparato diseñado para medir la profundidad y espesor de la capa de nieve, aguanieve o granizo. Se suelen colocar en zonas de alta montaña donde el meteoro de la nieve es algo habitual. La mayoría de ellos son automáticos y permiten obtener medidas de cantidad de nieve precipitada como de la cantidad equivalente de agua a la que corresponde y el espesor de la misma durante un intervalo de tiempo determinado.

## Tipos de nivómetros
En relación con el sistema utilizado para estimar el espesor de la nieve, existen dos tipos principales de nivómetros:
Nivómetro Láser
Dispone de un emisor  de radiación láser situado en un brazo horizontal en la parte alta de un mástil. El haz de radiación es enviado hacia el manto de nieve que lo refleja en parte hacia un receptor que envía la medición mediante un sistema remoto, a la estación de control. Los nivómetros láser son capaces de medir niveles de profundidad de nieve de hasta 5 metros en su punto de entrada con una resolución de 2 metros en el punto de salida.
Nivómetro Acústico
Su principio de funcionamiento es similar al nivómetro láser, con la diferencia de que este nivómetro utiliza ultrasonidos en lugar de radiación electromagnética 
Algunos de estos instrumentos van equipados con un sensor de radiación cósmica que detecta dicha radiación cuando atraviesa el manto nivoso y que es preciso calibrar, cada cierto tiempo, comparando los datos ofrecidos por el sensor con los obtenidos mediante sondeos manuales realizados en el lugar donde está instalado el instrumento. En cada sondeo se extrae un testigo de nieve y se mide su espesor y peso, lo que permite determinar su densidad (masa/volumen) y la cantidad de agua equivalente. 